# チベット諸語
チベット諸語（英語: Tibetic languages、チベット文字：བོད་སྐད།）は、主にチベット民族によって話される、相互理解不可能な一群の諸言語のことである。チベット諸語の話者はインド亜大陸に接する東中央アジアのチベット高原を含む広い地域、インド亜大陸北部のバルティスターン、ラダック、ネパール、シッキム、ブータン及びミャンマー (カチン州北部) に住んでいる。古典チベット語がこの地方の主要な文章語であり、とくに仏典において用いられる。
ラサ方言を含むウー・ツァンチベット語、カム・チベット語、アムド・チベット語は通常単一の言語の方言と見なされている（とくに同一の文章語を持つため）が、ゾンカ語、シッキム語、シェルパ語、ラダック語は通常チベット語とは別の言語とされる。
チベット諸語の話者人口は約800万である。チベット仏教が世界的に広がったことにより、チベット語は西洋世界にも拡散し、多くの仏典やチベット語文献を翻訳するためにこの言語を学ぶ西洋人もある。ラサの外で、ラサ方言はチベットからインド他の地域に亡命した約20万人の人々によって話されている。チベット語はまたチベット民族の近くに数世紀にわたって住んでいながら自らの言語と文化を保ちつづけている少数民族の集団によっても話される。
中国政府はカム地方のチャン族を民族的にはチベット族の中に入れているが、チャン語はチベット諸語ではなく、シナ・チベット語族の中で独自の語派を形成している。
古典チベット語は声調を持たないが、ウー・ツァンチベット語やカム・チベット語などの言語変種では声調を発達させている。アムド・チベット語やラダック語・バルティ語には声調は存在しない。チベット諸語の形態論は一般的に膠着語に属する。

## 分布
チベット諸語は以下の4カ国にまたがるチベット高原で伝統的に用いられてきた。
1. ブータン（ゾンカ語）
2. インド（カシミール州ラダック地方、シッキム州等）
3. 中華人民共和国のチベット自治区、青海省、甘粛省の甘南チベット族自治州や天祝チベット族自治県、四川省のアバ・チベット族チャン族自治州やカンゼ・チベット族自治州、雲南省のデチェン・チベット族自治州
4. ネパール北部の沿ヒマラヤ地方など

## 言語の種類
ニコラ・トゥルナドル (2008) は、チベット語の状況を以下のように記述している。
チベット語地域全体にわたって20年間行った私自身のフィールドワークと、現存の文献から判断して、古チベット語から派生した220種類の「チベット語方言」が存在し、中国・インド・ブータン・ネパール・パキスタンの5か国に拡散していると見積られる。これらの方言は25種類の方言群、すなわち相互理解不可能なグループに分類される。「方言群」という概念は言語という概念と同じものだが、いかなる標準化も伴わないものを指す。したがって、標準化の概念を脇に置くならば、古代チベット語から派生した25の言語があると言った方がもっと適当だろう。これは単に用語の問題だけではなく、言語の違いの幅について完全に異なる感覚を与えるものである。25の言語があると言えば、19の方言群からなるロマンス語派にも比肩する語派をわれわれが扱っていることが明かになるだろう。。
この25の言語の内訳は、12の大方言群:
中央チベット語（ウー・ツァン）、カム・チベット語（チャムド、四川省、青海省、雲南省）、アムド・チベット語（青海省、甘粛省、四川省）、チョネ語（甘粛省、四川省）、ラダック語（ジャンム・カシミール州）、バルティ語（パキスタン）、ブリグ語（ジャンム・カシミール州）、ラーハウル・スピティ語（ヒマーチャル・プラデーシュ州）、ゾンカ語（ブータン）、シッキム語、シェルパ語（ネパール、チベット）、キドン・カガテ語（ネパール、チベット）
12の数百人ないし数千人の話者によって話される小方言群または単一言語:
ジレル（ネパール）、チョーチャガチャカ、ラカ、ブロッカ、ブロクパカ、（以上ブータン）、Groma（チベット）、ジョグ（四川省）、セルパ（四川省）、カロン（四川省）、トンワン（雲南省）、ジツァデグ（四川省）、ドゥクチュ（甘粛省）
以上に加えて、白馬語がある。この言語はチャン語の基層を持っているようで、アムド・カム・ジョグ(チベット文字：ཞོ་ངུ་、熱務)チベット語からの借用語の複数の階層を持っているが、既存のどのチベット語の言語群にも対応しない。このような、より異なった方言が北部・東部のチャン語およびギャロン語地域の近辺で話されており、カロン（卡龍）チベット語などは言語交替の結果かもしれない。
中国で放送に使われるチベット語には標準チベット語（ラサで話されるウー方言にもとづき、ウー・ツァン地方でリンガ・フランカとして使われる）、カム・チベット語、アムド・チベット語がある。

## 分類
トゥルナドル (2005, 2008)
トゥルナドル(2005) は、チベット諸語を以下のように分類している。
- 中央チベット語
標準チベット語のもとになった言語で、ネパールのさまざまな変種を含む
- カム・チベット語
- アムド・チベット語
- ゾンカ・ロケー
ゾンカ語、シッキム語、ラカ、ナーパ、ラヤカ、チョーチャガカ、ブロッカ、ブロクパ、おそらく Groma も
- ラダック・バルティ
ラダック語、ブリグ語、ザンスカール語、バルティ語
- ラーハウル・スピティ
- キドン・カガテ
- シェルパ・ジレル
シェルパ語、ジレル語

この他のチョネ（卓尼）、ジョグ（熱務）、カロン（卡龍）、トンワン（東旺）、セルパ（色爾壩）、ジツァデグ（九寨溝）、ドゥクチュ（舟曲）、白馬語は相互理解可能ではないが、分類が可能なほど研究されていない。
トゥルナドル(2013)では、カム・チベット語にツェク語とカンバ語を追加し、テウォ・チョネ語、ジョグ語、白馬語をチベット諸語の東部語群に含めている。
ブラッドリー (1997)
ブラッドリーによると、チベット諸語は以下のように分類される（方言の情報はベルン大学の「チベット語方言プロジェクト」による）：
- 西部古チベット語 （声調なし）：ラダック、バルティ、ブリグを含む。
- アムド・チベット語 テウォ・チョネ語を含む（声調なし）
- カム・チベット語 （声調あり）
- 西部改新チベット語 ラーハウル・スピティ （わずかに声調あり）
ラダックとザンスカール、インド北西の国境地帯（ラーハウル・スピティ県およびウッタラーカンド州）、およびツァンダ県（チベット西端）の方言
- 中央チベット語（わずかに声調あり）
西チベットのガリ地区の大半、ネパールの北部国境、シガツェのツァン方言、ロカ・ラサなどのウー方言を含む。標準チベット語のもとになった。
- 北部チベット語 （わずかに声調あり）
北部中央チベットのゲルツェ・ナクチュ、青海省南部の嚢謙県
（トゥルナドルはカム・チベット語の方言に含める）
- 南部チベット語 （わずかに声調あり）
南ツァン地方のチュンビ谷のGroma語、インドのシッキム語、ネパールのシェルパ語とジレル語、ブータンのさまざまな言語：
ゾンカ、ブロッカ、ブロクパカ、チョーチャガチャカ、ラカ、ラヤカ、ルナナカ。

日本で参照されることの多い西義郎の分類は、「西部古方言・西部改新的方言・南部方言・中央方言・カム方言・アムド方言」に分けており、ブラッドリーにおおむね近いが、北部チベット語という分類はなく、ジレル・カガテ・シェルパなどは中央方言に含めている。
その他
カムとアムドを東チベット語（ブータン東部の東 Bodish とは異なる）の名でまとめる分類法もある。トゥルナドルのように、中央チベット諸語をさらに分割する分類もある。「中央チベット語」と「中央Bodish」は、同義として使われることも異なる意味として使われることもある。たとえば「南（南中央）チベット語」は「南Bodish」と呼ばれることもある。「中央チベット語」の語でウー地方またはカム地方のすべての声調のある言語を指すこともある。「西Bodish」の語で声調のない言語を、「西チベット語」の語で声調のある言語を指すこともある。「Bodish」という語でチベット・カナウル諸語のチベット語以外の言語を指すこともある。

## 書記体系
チベット諸語の大半は、2種類のインド系の文字のいずれかを使用している。標準チベット語その他の大部分のチベット語はチベット文字で歴史的に保守的な正書法（下記）を使用して書かれているため、チベット語地域を統一するのに役だっている。それ以外のチベット諸語のいくつか（インドとネパールの）は、ヒンディー語やネパール語ほかの言語とおなじデーヴァナーガリー文字で書かれる。しかし、パキスタンのラダック語とバルティ語の話者はウルドゥー文字を使用している。パキスタンのバルティスターン地方では、何百年も前、イスラム教化とともにチベット文字の使用をとりやめた。しかし、特にパキスタン全域におけるパンジャーブ人の強い文化的影響に対してバルティ人がバルティ語と伝統の保存に対する懸念を深めると、チベット文字を復興してアラビア・ペルシャ文字と並行して使うことに新たな興味を持つようになった。パキスタンの北方地域にあるバルティスターンの中心都市スカルドゥの商店の多くでは、アラブ・ペルシャ文字に加えてチベット文字でも看板を記している。バルティ人はこれを分離運動ではなく、何世紀も前にイスラム教が到来して以来カシミール人やパンジャーブ人のような隣りあう民族と歴史を共有しているバルティ人の文化を保存する試みの一部と考えている。

## 音韻史
古チベット語の音韻はチベット文字によって比較的正確に表現されている。ただし、音節末子音は有声閉鎖音が書かれるが、実際には無声化して発音された。前置字の有声・無声は基字に同化して発音された。「hr」と「lh」は実際には「r」と「l」の無声音を表していた。「'」は母音の前では有声軟口蓋摩擦音であったが、子音の前では同器官的前鼻音化を表した。左右反転した i に音韻的な意味があったかどうかは意見が分かれる。
たとえば、「Srongbtsan Sgampo」（ソンツェン・ガンポ）は、現在のラサ方言では [sɔ́ŋtsɛ̃ ɡʌ̀mpo] と発音されるが、古代には [sroŋptsan zɡampo] と発音された。また、「'babs」の発音は [mbaps] であっただろう（現代ラサ方言では [bap]）。
9世紀にすでに中央方言で子音連結の単純化、子音の無声化、声調発生がはじまっていたことが、チベット語の単語を他の言語で写した例、とくに中国語中古音およびウイグル語表記によって知ることができる。
上記の証拠によって、チベット語の発達の概要を以下のようにまとめることが可能になる。まず、821-822年の唐蕃会盟碑によって明らかなように、9世紀にはすでに音節頭の複雑な子音連結は単純化しており、声調も発生の過程上にあったと見られる。
次の変化がツァン方言におこった。r のついた子音がそり舌音に、y のついた子音が硬口蓋音に変化した。
その後に、東部と西部の言語以外で、上接字として書かれる子音、および音節末の d と s が消滅した。この段階のチベット語はラーハウル・スピティまで拡散した。ラーハウル・スピティでは上接字は無音になり、音節末の d と g はほぼ無音化し、as os us は ai oi ui に変化している。この時代にチベットから辺境の言語に借用された語彙は、より早期に借用された語彙と大きく異なっている。
それ以外の変化はより新しく、ウー・ツァン地域に限られる。ウー地方では、母音の a o u に舌頂音（i d s l n）が後続したときに、大部分がウムラウトをおこして ä ö ü に変化した。ツァン地方でも同様の変化がおきたが、ただし l が後続する場合は単に長母音化するだけだった。

## 関連文献
- Beyer, Stephan V. (1992). The Classical Tibetan Language. SUNY Press. ISBN 0-7914-1099-4
- Denwood, Philip (1999). Tibetan. John Benjamins Publishing. ISBN 90-272-3803-0
- Denwood, Philip (2007). “The Language History of Tibetan”. In Roland Bielmeier, Felix Haller. Linguistics of the Himalayas and beyond. Walter de Gruyter. pp. 47–70. ISBN 3-11-019828-2.
- Tournadre, Nicolas; Suzuki, Hiroyuki (2023). The Tibetic languages: An introduction to the family of languages derived from Old Tibetan. LACITO Publications. doi:10.5281/zenodo.10026628
- van Driem, George (2001). Languages of the Himalayas: An Ethnolinguistic Handbook of the Greater Himalayan Region containing an Introduction to the Symbiotic Theory of Language. Brill. ISBN 9004103902